# Patof en Russie
Albums de Patof
Patof chez les esquimaux
(1972)
Singles
1. Patof Blou (enfants) / Patof Blou (adultes)
Sortie : Mai 1972

Patof en Russie est un album de contes de Patof, commercialisé en juillet 1972.
Il s'agit du tout premier album de Patof, il porte le numéro de catalogue PA-300 (CT 38639/40).
Patof est un personnage de la populaire série télévisée québécoise pour enfants Le cirque du Capitaine, personnifié par Jacques Desrosiers.

## Composition
« Où Patof est-il né? Quel métier faisait son père? Qu'est-ce qu'une troïka? Connaissez-vous les loups de la Russie? Une aventure extraordinaire du Roi des clowns. »
Les textes sont de Gilbert Chénier et les effets sonores sont assurés par Roger Giguère. Patof relate ses aventures en Russie alors que lui et sa famille ont échappé aux mains du Roi des voleurs, Gros'Tof (surnommé Bedaine masquée!), ainsi qu'à une horde de loups affamés.
Tel que spécifié sur le recto de l'album, celui-ci contient également le grand succès Patof Blue (orthographié de cette façon sur la pochette), une adaptation de Gilbert Chénier du succès Mamy Blue de Roger Whittaker, paru sur le simple PA 6012 en mai 1972.

## Pochette
Patof apparaît au recto de la pochette dans le décor de la série Le Cirque du Capitaine.  Il y a la mention : « Incluant son grand succès "Patof Blue" ».
Au verso, il y a des photos de Patof provenant de la série télé, ainsi que de l'émission Jeunesse.
Figure également au verso, une grande photo d'André Ouellette accompagnée d'un texte de présentation :
« Mon nom est André Ouellette, réalisateur au canal 10, on m'appelle le Boss.  C'est moi qui ai découvert Patof dans la lointaine Sibérie et qui l'ai présenté au capitaine pour le faire engager dans son cirque.  C'est pour ça les enfants que je suis content de son grand succès.  Je vous présente donc : Patof en Russie. » - André Ouellette

## Réception
L'album fait son entrée sur les palmarès de vente le 23 septembre 1972 et s'empare de la 5e place.  Il demeure dans le Top 30 pendant 7 semaines.
Également en septembre 1972, on remet à Jacques Desrosiers un disque d'or pour 100 000 exemplaires vendus du simple Patof Blou.
En décembre 1972, on remet à Jacques Desrosiers un disque Disque d'argent Patof en Russie en hommage à Radiomutuelle pour souligner sa promotion exceptionnelle ayant contribué à la vente de 100 000 disques des six albums de contes de Patof (Patof en Russie, Patof chez les esquimaux, Patof chez les coupeurs de têtes, Patof dans la baleine, Patof chez les petits hommes verts et Patof chez les cowboys).

## Titres
| 1. | Patof en Russie | Gilbert Chénier | 14:07 |

| 2. | Les gags de Patof | Gilbert Chénier | 12:11 |

## Crédits
- Photographie : Louis Beshara
- Texte : Gilbert Chénier
- Improvisation : Daniel Valois
- Bruiteur : Roger Giguère
- Sons : Gérard Souvy
- Directeur artistique : Pierre Gauthier
- Promotion : J. P. Lecours - P. Gauthier

## Réédition CD
L'album est réédité  en novembre 2014 sur la compilation L'intégrale de trois albums – Patof chante Noël/Patof chez les esquimaux/Patof en Russie (Spectrum, 5257).